# Barton Gulch
Barton Gulch es un sitio arqueológico en el sureste de Montana el cual ha proporcionado información muy importante con respecto a algunos de los primeros pobladores de Paleoamericana periodo en el noreste de Estados Unidos.

## Geografía
Barton Gulch está localizado en el Condado de Madison (Montana) a la orilla del río Ruby sureste en el arroyo Indio el cual alcanza a GreenHorn, está calculado que es tan grande como 827,640 metros cuadrados. El doctor Les Davis ha excavado Barton Gulch desde 1987 hasta 1993, y ha encontrado 37 características que se fueron cada una acomodando entre 4 diferentes categorías. Cada una de estas agregaciones contiene un pozo central oxidado con 30 centímetros de profundidad que rodea cada cuenca, una cuerda de pequeñas proporciones que representa el suelo, y que forma un círculo alrededor de cada envase oxidado.

## Historia
Barton Gulch también conocido como “El complejo Barton Gulch Alder” fue descubierto en 1972 y excavado por primera vez en 1979. Barton Gulch tiene una antigüedad que se remonta a los 9400 RCYBP (radio carbon years before the present), y fue descubierto gracias a una intensiva minería comercial localizada en proyectos a final de los años 1970’s. Barton Gulch, junto con el sitio Alder, son considerados como el tipo de sitios Paleo Indio de la cultura arqueológica, y se cree que puede ser parte de la cultura Clovis. La mayoría de las excavaciones en Barton Gulch fueron hechas por el Doctor Les Davis un profesor en la universidad de Montana, a finales de 1980’s y principios de 1990’s. También un parte de la excavación ha sido para encontrar oro debido a que se presumía la fuente de oro hallada en el arroyo Barton pudo haberse movido por las corrientes hacia otra área.

## Clima
Durante el periodo Pleistoceno, el clima comenzó a cambiar drásticamente. Aún es desconocido cómo y por qué exactamente el clima cambió, pero los científicos especulan que la órbita de la Tierra alrededor del Sol cambió, llevando a un evidente incremento en la cantidad de luz solar a la que está expuesta el planeta. A medida que el periodo Pleistoceno fue dando paso al periodo Paleo-Indio, de la misma manera lo hizo el clima del invierno áspero los cuales llevaron a un clima de calor soportable. Evidencias fuertes del clima caliente son los diferentes tipos de plantas que han sido encontrados durante excavaciones en Barton Gulch.

## Flora y fauna
Barton Gulch tiene diversos que rara vez sean visto en culturas paleo-indias, tales como el conejo cola de algodón, liebres, uron, puercoespín y los ciervos. Los huesos de los ciervos eran usados para hacer percutores u otras herramientas pequeñas. Algunas de las pequeñas herramientas o armas echas con huesos de animales eran cuchillos, trampas, raspadores, entre otras. Incluso al ser un lugar de calor intenso, Barton Gulch tiene gran diversidad de plantas. En Barton Gulch fueron encontrados restos de semillas carbonizadas, tallos, espinas y otros elementos de más de treinta especies de plantas diferentes. Dado estos descubrimientos se puede deducir que las personas de estas áreas usaban las plantas con varios propósitos tanto como comida, medicina, ceremoniales, herramientas y armas.

## Población
Los habitantes de Barton Gulch, se cree que han sido estacionalmente semi-nómadas, lo que significa que a pesar de los hábitos de vida del pueblo fueron en gran parte nómadas, practicaban la agricultura en zonas específicas. De las excavaciones se cree que los habitantes estaban estratégicamente organizados, estaban relacionados los cazadores y recolectores. Algunos restos de hornos de tierra en Barton Gulch fueron identificados como una posible técnica de procesamiento de las plantas y los animales en la alimentación. La forma de vida y los procesos que realizaban demuestran una detallada para la preparación de los restos de plantas y animales. La identificación de varios tipos de herramientas hechas con huesos de animales demuestra que tenían varias actividades que eran realizadas por hombres y mujeres de Barton Gulch. La primera mujer conocida de Barton Gulch fue llamada Laura de Chunn Clan.